# Alfonso Martínez
Alfonso Martínez Gómez. Baloncestista español de los años 50', 60' y 70'. Nació en Zaragoza el 24 de enero de 1937 y falleció en Barcelona el día 17 de abril de 2011. Medía 1,94 m de altura y jugaba en la posición de pívot. Con una fuerte personalidad y una gran capacidad tanto anotadora como reboteadora, fue considerado uno de los mejores baloncestistas de España de su época.
Desarrolló una larguísima carrera baloncestística repleta de éxitos a lo largo de las 19 temporadas consecutivas que jugó en la Liga española; hecho que, además, supuso un récord de longevidad sólo superado por Joan Creus, y después por jugadores como Felipe Reyes, Juan Carlos Navarro, Albert Oliver y Álex Mumbrú.
Jugó en los mejores equipos de España, y siempre acompañado del éxito. A lo largo de su carrera ganó cuatro Ligas españolas, y además, se convirtió en el único jugador que la ha ganado con tres equipos diferentes F. C. Barcelona, Real Madrid y Club Joventut de Badalona.
También ganó 4 Copas de España, siendo el único jugador que ha ganado este título con cuatro equipos diferentes: F. C. Barcelona, Real Madrid, Joventut y Picadero.
A nivel personal, fue tres veces el máximo anotador de la Liga, en los años 1957, 1958 y 1960.
Martínez fue indiscutible en la Selección de baloncesto de España de su época. No en vano disputó un total de 146 partidos internacionales. Participó en los Juegos Olímpicos de Roma 1960 y en los Juegos Olímpicos de México 1968, en el Mundial oficioso de Chile de 1966 y en cinco Europeos: 1959, 1961, 1963, 1967 y 1969. En el Eurobasket de 1967 fue el máximo reboteador.
Una vez retirado como jugador en activo entrenó al Club Baloncesto Valladolid y al Bàsquet Manresa.
Sus hermanos, José Luis y Miguel Ángel también jugaron al baloncesto.

## Clubes
- Colegio La Salle Bonanova infantil
- RCD Español (juvenil)
- 1953-1955: F. C. Barcelona
- 1955-1956: Aismalíbar Montcada
- 1956-1958: Real Madrid
- 1958-1961: F. C. Barcelona
- 1961-1962: Club Joventut de Badalona
- 1962-1966: Picadero Jockey Club
- 1966-1972: Club Joventut de Badalona
- 1972-1975: UE Mataró
- 1975-1976: CB Breogán

## Títulos
- 4 Ligas españolas: 1957 y 1958 con el Real Madrid, 1959 con el F. C. Barcelona y 1967 con el Club Joventut de Badalona.
- 4 Copas de España: 1957 (Real Madrid), 1959 (F. C. Barcelona), 1964 (Picadero) y 1969 (Club Joventut de Badalona).

## Consideraciones personales
- Tres veces máximo anotador de la Liga española: 1957, 1958 y 1967.